# Heldenfriedhof in Metinaro

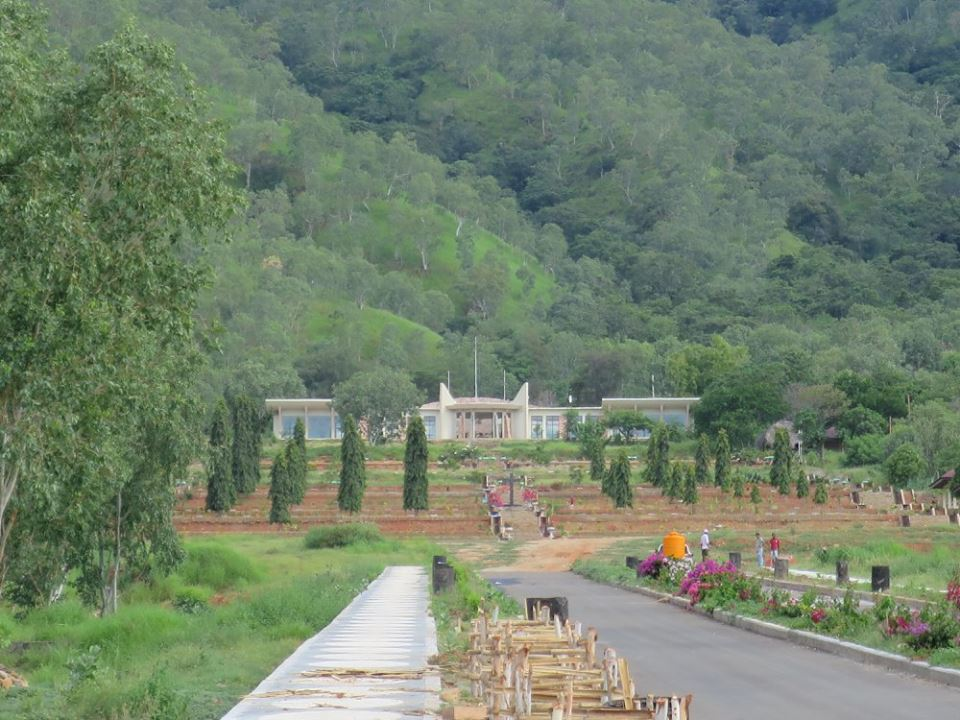
Der Heldenfriedhof in Metinaro

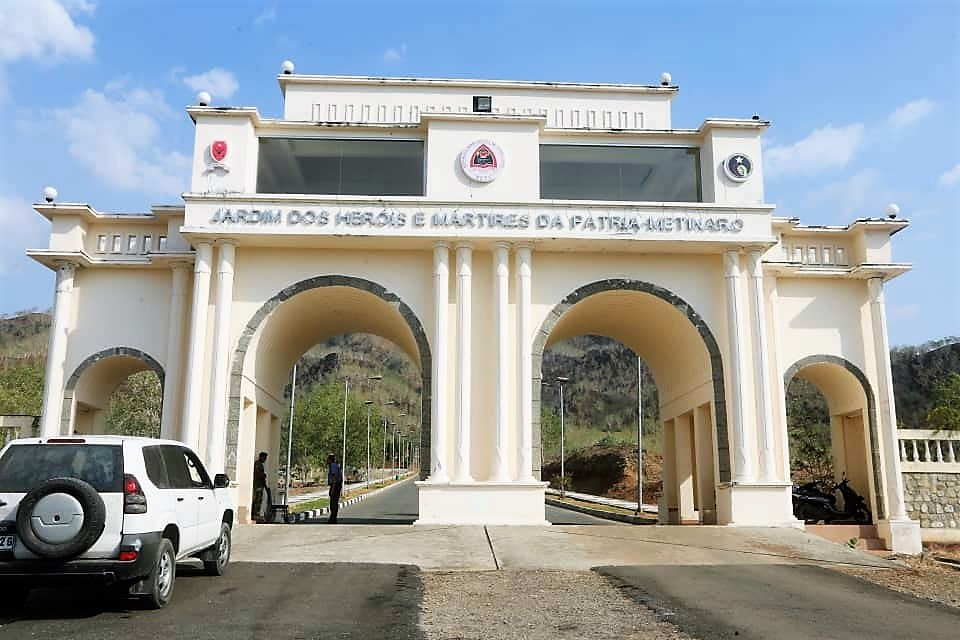
Eingang

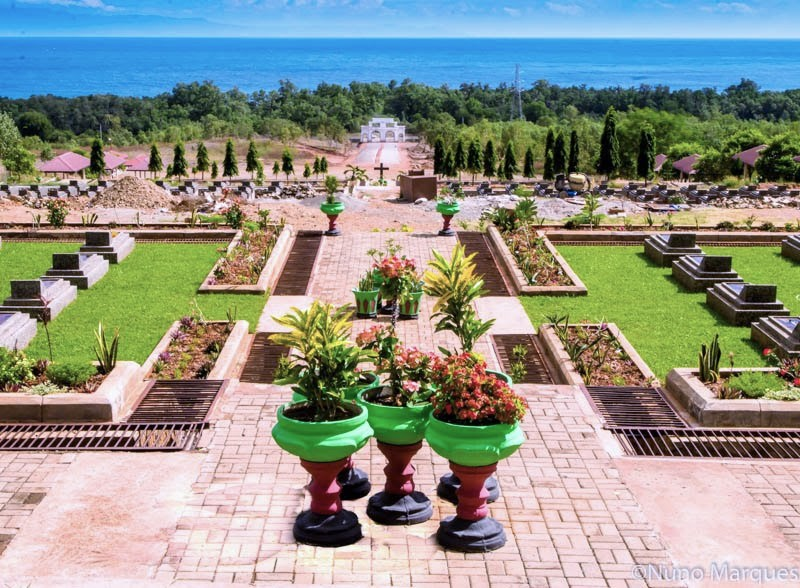
Blick über den Friedhof

Der Friedhof der Helden und Märtyrer des Vaterlandes (portugiesisch Jardim dos Heróis e Martires da Pátria) ist der nationale Friedhof Osttimors für ehemalige Kämpfer und Aktivisten des Unabhängigkeitskrieges gegen Indonesien (1975–1999). Er befindet sich beim Ort Manleu (Suco Wenunuc, Verwaltungsamt Metinaro, Gemeinde Dili), östlich der Landeshauptstadt Dili.
Auf dem Friedhof befinden sich sowohl im Kampf gefallene Guerilleros der FALINTIL, als auch nach dem Krieg verstorbene Personen. Er wurde am 29. August 2009 eingeweiht, am Vortag des zehnten Jahrestages des Unabhängigkeitsreferendums. Zu diesem Anlass wurden die ersten 420 gefallenen FALINTIL-Kämpfer hierher umgebettet, deren sterbliche Überreste man in der Wildnis wiedergefunden hatte. Das Zweitbegräbnis ist ein wichtiger Bestandteil einiger Kulturen Osttimors, so bei den Kemak.

## Persönlichkeiten
- Hermenegildo Alves (1941–1979), stellvertretender Kommandant der FALINTIL und Vizeminister für Verteidigung
- Francisco Xavier do Amaral (1937–2012), Präsident Osttimors
- Aníbal de Araújo Andrade Manu Coli (1945–1979), Mitglied des Generalstabs der FALINTIL (EMF)[5]
- Virgílio dos Anjos (1953–2010), FALINTIL-Kämpfer und Soldat der F-FDTL[6]
- Fernando de Araújo (1963–2015), Parlamentspräsident
- Lourdes Alves Araújo (1956–2021), Unabhängigkeitsaktivistin, Frauenrechtlerin und Politikerin
- Óscar Leopoldino Pereira de Araújo Manu Quei (1950–1979), Mitglied des Zentralkomitees der FRETILIN[5]
- André da Costa Belo (1957–2018), FALINTIL-Veteran, Gründer Sagrada Família und Staatssekretär
- Mário Viegas Carrascalão (1937–2017), indonesischer Gouverneur von Timor Timur und stellvertretender Premierminister Osttimors[7]
- Lucas da Costa (1952–2019), Gründungsmitglied der RENETIL, Abgeordneter und Universitätsprofessor[8]
- Albina Marçal Freitas Bia Shana Falu (1958–2019), Freiheitskämpferin und Politikerin[9]
- Carlos César Correia Lebre César Mau laka (1954–1979), Mitglied des Zentralkomitees der FRETILIN[5]
- Ma'huno Bulerek Karathayano (1949–2021), Kommandeur der FALINTIL
- Artur Maria do Nascimento Budu (1948–1979), Mitglied des Zentralkomitees der FRETILIN[5]
- Jaime Ribeiro (1959–2019), FALINTIL-Kämpfer[10]
- Nino Konis Santana (1957–1998), Kommandeur der FALINTIL[11]
- Maria Soares da Silva (1961–2021), Unabhängigkeitsaktivistin